# Adila Khatun
Adila Khatun (segle xviii) era la muller de Solimà Abu Layla primer mamluq wali (governador mameluc semi independent) de Bagdad (1751-1761). Era filla d'Ahmad Paixà. Ja en vida del seu marit prenia part en els afers de govern. A la mort de Solimà, el va succeir Ali Paixà; per no perdre el poder al que havia agafat gust, va organitzar un cop d'estat dels geníssers i cinc principals mamelucs, i va fer nomenar mamluq wali al seu cunyat Omar Paixà. Va morir retirada dels afers en data desconeguda.